# Португальский Золотой Берег
Португальский Золотой берег (порт. Costa do Ouro portuguesa) — колония Португалии в Западной Африке в Гвинейском заливе (ныне — Гана).

## История
C 21 января 1482 года португальцы основали следующие крепости в Гвинейском заливе:
- Форт Сан Жоржи да Мина ди Ору (современная Эльмина). Годы существования: 21 января 1482 года — 28-29 августа 1637 года; потом стал столицей.
- Форт Санту Антониу ди Ашим (современный Аксим). Годы существования: 1486—1642.
- Форт Сан Франсишку Шавием (современный Осу (деловой район Аккры)). Годы существования: 1640—1642.
- Форт Сан Себаштьян (современная Шама). Годы существования: 1526—1637.

29 августа 1637 года голландцы заняли форт Сан Жоржи да Мину. 9 января 1642 года вся колония была передана голландцам, тем самым став частью Голландского Золотого Берега.

## Губернаторы
Португальские губернаторы, управлявшие колонией:
- 1482—1485 — Диогу де Азамбужа.
- 1485—1486 — Алвару Ваш Пестану.
- 148? — Алвару Машкареньяш.
- около 1487 — Жуан Фогаса.
- 1495—1499 — Лопу Суариш ди Албергария.
- 1499?—1503? — Фернан Лопеш Корреиа.
- 1503?—1506? — Диогу Лопиш ди Секейра.
- 1506? — 1509? — Антониу ди Бобадилья.
- 1509? — 1512? — Мануэл ди Гоиш.
- 1513 — Аффонсо Калдейра.
- около 1513 — Антониу Фроиш.
- 1514—1516? — Нуну Ваш ди Казтелу Бранку.
- 1516? — 1519 — Фернан Лопеш Корреия.
- 1519—1522 — Дуарте Пашеку Перейра.
- 1522—1524 — Афонсу ди Албукерки
- 1524—1526 — Жуан ди Барруш.
- 1526—1529 — Жуан Ваш ди Алмада.
- 1529—1532 — Эштеван да Гама.
- 1536—1537 — Мануэл ди Албукерки.
- 1537—1540? — …
- 1540—1543 — Антониу ди Миранда ди Азеведу.
- 1541—1545? — Лопу ди Соза Котиньо.
- 1545 — Диогу Соареш ди Албергария (первично).
- 1545—1548 — Антонио ди Бриту.
- 1549? — 1550? — Мартим ди Кастру.
- 1550? — 1552? — Диогу Соареш ди Албергария (вторично).
- 1552? — Филипе Лобу.
- 1552? — 1556? — Руи ди Мелу.
- 1556—155? — Афонсу Гонсалвеш ди Ботафогу.
- 155? — 1559 — Антонио ди Мелу.
- 1559 — Мануэл да Фонзека.
- 1559—1562 —Руи Гомеш ди Азеведу.
- 1562 — 15.. — Мануэл ди Мезкита Перезтрелу.
- около 1562 — Жуан Ваш ди Алмада Фалкан.
- 156? — Франсишку ди Баррош ди Паива.
- 1564 — 15.. — Фернанду Кардосу.
- 15.. — 1570 — …
- 1570—1573 — Антониу ди Са.
- около 1573 — Мартим Афонсу.
- около 1574 — около 15.. — Мендиу да Мота.
- 15.. — около 1579 — …
- 1579 — около 1583 — Вашку Фернандеш Пиментел.
- 1583—1586 — Жуан Родригеш Пессанья.
- 1586 — 15.. — Бернардиньо Рибейру Пашеку.
- 15.. — 1586 — …
- 1586—1594 — Жуан Руис Котиньо.
- около 1595 — около 1596 — Дуарте Лобу да Гама.
- 1596—1608 — Криштован ди Мелу.
- 1608—1610 — Дуарте ди Лима.
- 1610—1613 — Жуан ди Кастру.
- 1613—1616 — Педру да Силва.
- 1616/17 — 1624 — Мануэл да Куньа ди Тейве.
- 1624 — около 1625 — Франсишку ди Соту-Майор.
- 162? — 162? — Луиш Томе ди Кастру.
- 162? — 1629 — Жуан да Серра ди Мораиш.
- 1629 — около 1632 — …
- 1632—1634 — Педру ди Маскареньяс.
- 1634—1634 — Дуарте Боржеш (исполняющий обязанности).
- 1634—1642 — Андре да Роша Магальайнс (исполняющий обязанности).
- 1642—1642 — Франсишку ди Сотте.